# Lucia Nikmonová
Lucia Nikmonová est une joueuse slovaque de volley-ball née le 13 octobre 1993 à Levice. Elle mesure 1,76 m et joue au poste de libero. Elle totalise 36 sélections en équipe de Slovaquie. 

## Clubs
| Club                    | De        | À         |
| ----------------------- | --------- | --------- |
| VK Palas Levice         | 2004-2005 | 2007-2008 |
| COP Nitra               | 2008-2009 | 2011-2012 |
| VK Doprastav Bratislava | 2012-2013 | 2013-2014 |
| BVK Bratislava          | 2014-2015 | 2014-2015 |
| VC Kanti Schaffhausen   | 2015-2016 | 2015-2016 |
| KV MŠK Oktan Kežmarok   | 2016-2017 | 2016-2017 |
| BVK Bratislava          | 2017–2018 | 2017–2018 |
| VTC Pezinok             | 2018-2019 | …         |

## Palmarès

### Clubs
- Championnat de Slovaquie
  - Vainqueur : 2014, 2018.
  - Finaliste :2013.
- Coupe de Slovaquie
  - Vainqueur : 2014, 2018.
  - Finaliste :2013.

### Distinctions individuelles
- Championnat du monde de volley-ball féminin des moins de 20 ans 2011: Meilleure réceptionneuse.